# Helcogramma rhinoceros
Helcogramma rhinoceros es una especie de pez de la familia Tripterygiidae en el orden de los Perciformes.

## Morfología
• Los machos pueden llegar alcanzar los 4 cm de longitud total.

## Hábitat
Es un pez de mar  y de clima tropical que vive hasta los 5 m de profundidad.

## Distribución geográfica
Se encuentra desde las Filipinas, el Vietnam y Indonesia (Borneo) hasta las Islas Salomón.